# سوارآباد (اراک)
سوارآباد (اراک)، روستایی از توابع بخش مرکزی شهرستان اراک در استان مرکزی ایران است.

## جمعیت
این روستا در دهستان امان آباد قرار دارد و براساس سرشماری مرکز آمار ایران در سال 1403، جمعیت آن 756 نفر(۱۹۴خانوار) بوده‌است.